# Phyllodactylus clinatus
Phyllodactylus clinatus este o specie de șopârle din genul Phyllodactylus, familia Gekkonidae, descrisă de Hugh Neville Dixon și Huey 1970. Conform Catalogue of Life specia Phyllodactylus clinatus nu are subspecii cunoscute.